# 章育中
章育中（1919年—2013年6月），男，江苏常州人，中国药物分析化学家，1943年毕业于西南联大（昆明）化学系，1949年毕业于美国明尼苏达大学药学院。1950-1957年任北京大学医学院药学系副教授、无机化学教研室主任；1957-1981年任中国医学科学院药物研究所分析室副研究员、所学术委员会委员；1981-1990年任中国中医研究院中药研究所化学分析室主任、资深研究员，兼中国青蒿素及其衍生物研究开发指导委员会科学顾问。